# Flores (parroquia)

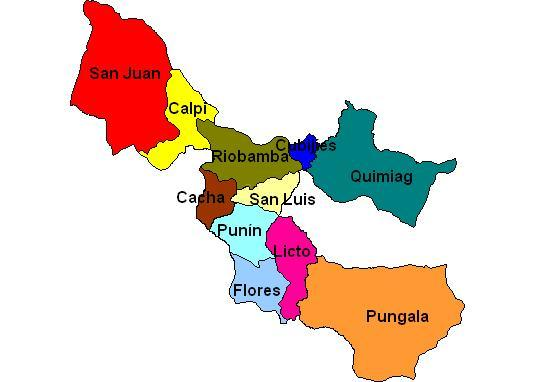
Localización de las parroquias rurales en el cantón Riobamba.

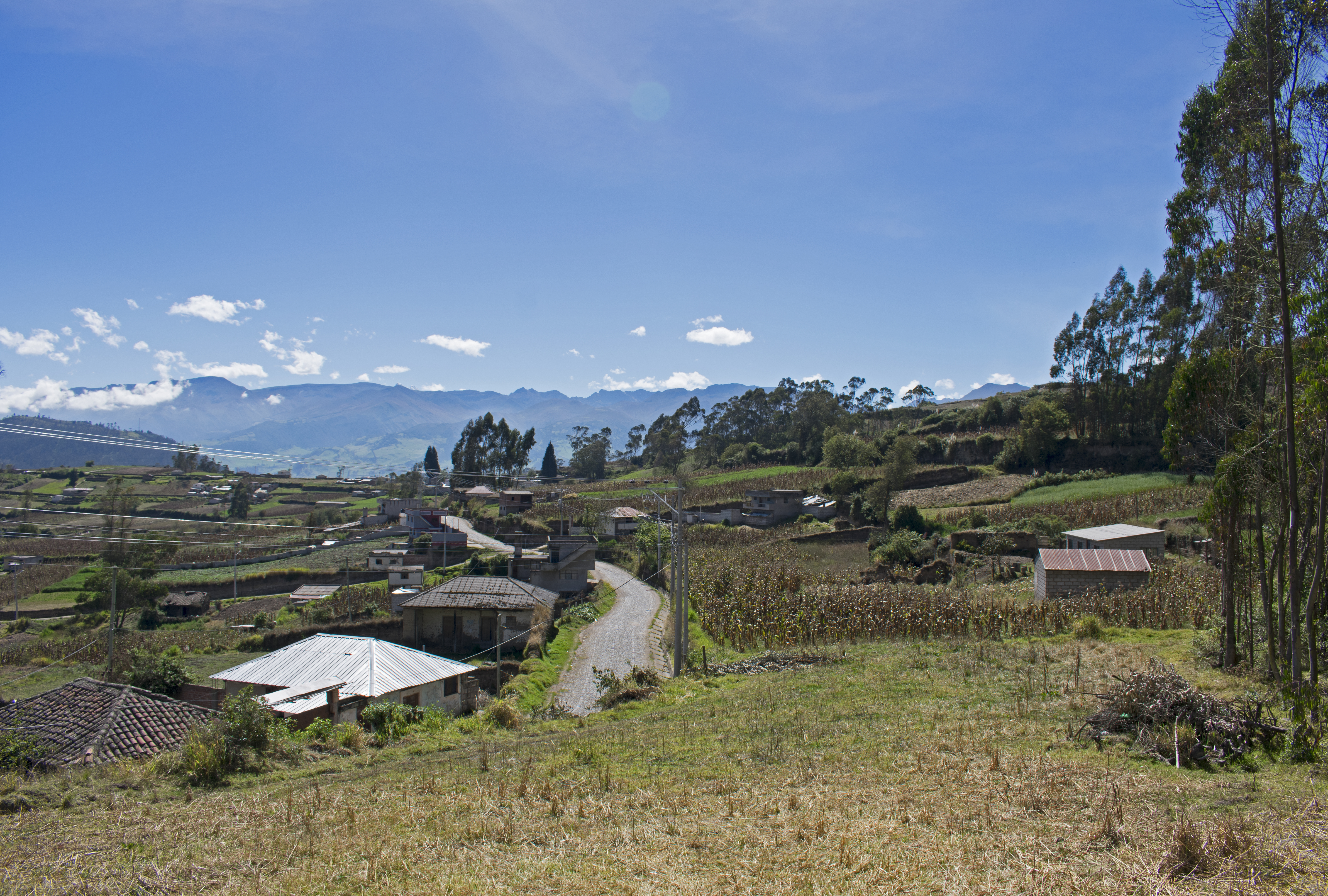
Vista de la calle 2 de Flores desde el norte.

Flores es una de las parroquias rurales del cantón Riobamba, en la provincia de Chimborazo, en el Ecuador.
Limita al norte con la parroquia Punín, al sur con el cantón Guamote, al oeste el cantón Colta, al este con la parroquia Licto.
La población de la parroquia Flores es mayoritariamente indígena y practica la religión evangélica o protestante; aunque en la cabecera parroquial existe una ínfima población mestiza. La parroquia Flores fue creada por el Concejo Cantonal de Riobamba el 18 de diciembre de 1918 y su creación fue publicada en el Registro de Expedición Ejecutiva el 18 de enero de 1919. En sus inicios sólo abarcaba a seis anejos o caseríos; pero por el proceso de comunalización actualmente cuenta con 24 comunas o caseríos.

## Características demográficas
En el Sistema Integrado de Indicadores Sociales del Ecuador, SIISE, la pobreza por necesidades básicas insatisfechas, alcanza el 99,51% de la población total de la parroquia, y el 83,62% de pobreza extrema. 
Pertenecen a la Población Económicamente Activa: 2474 habitantes. 
De acuerdo con los datos presentados por el Instituto Ecuatoriano de Estadísticas y Censos (INEC), del último Censo de Población y Vivienda, realizado en el país en el 2001, Flores presenta una población predominantemente joven. 
La población femenina alcanza el 56,02%, mientras que la masculina, el 43,98%. El analfabetismo en mujeres se presenta en 52,86%, mientras que en varones: 31,27%.
| Población - Dinámica demográfica | Habitantes |
| Población (habitantes)           | 5.548      |
| Población - hombres              | 3.108      |
| Población - mujeres              | 2.240      |
| Población - menores a 1 año      | 74         |
| Población - 1 a 9 años           | 1.310      |
| Población - 10 a 14 años         | 811        |
| Población - 15 a 29 años         | 968        |
| Población - 30 a 49 años         | 1.016      |
| Población - 50 a 64 años         | 731        |
| Población - de 65 y más años     | 639        |

## Servicios básicos
Tienen acceso a la red de alcantarillado, el 9% de las viviendas, el 15% de los hogares disponen de servicio higiénico exclusivo. 
Otros indicadores de cobertura de servicios básicos son:
- Agua entubada por red pública dentro de la vivienda: 10%.
- Energía Eléctrica 85%.
- Servicio telefónico 2%.
- Servicio de recolección de basura 11%[2]

Déficit de servicios residenciales básicos 55% de las viviendas. 